# 27 (EP de Kim Sung-kyu)
Albums de Kim Sung-kyu
Another me
(2012)
Singles
1. The Answer
Sortie : 11 mai 2015
2. Kontrol
Sortie : 11 mai 2015

27 est le deuxième EP du chanteur sud-coréen Kim Sung-kyu, sorti le 11 mai 2015 sous le label Woollim Entertainment et la production de Kim Jongwan, le chanteur du groupe de rock Nell. L'album contient un double titre: The Answer (너여야만 해) et Kontrol. Jusqu'en juin 2016, l'album s'est vendu à plus de 77 951 exemplaires,.

## Liste des pistes
| No | Titre                                                                | Durée |
| -- | -------------------------------------------------------------------- | ----- |
| 1. | 27                                                                   | 01:33 |
| 2. | The Answer (너여야만 해; Neoyeoyaman Hae)                            | 03:37 |
| 3. | Alive                                                                | 04:40 |
| 4. | Kontrol                                                              | 03:41 |
| 5. | Daydream (collaboration : Tablo de Epik High & Kim Jong-wan de Nell) | 04:13 |
| 6. | Reply (답가; Dabka) (featuring Park Yoon-ha)                         | 04:00 |

## Prix et nominations

### Programmes musicaux
| Chanson      | Programme              | Date        |
| ------------ | ---------------------- | ----------- |
| "The Answer" | The Show (SBS MTV)     | 19 mai 2015 |
| "The Answer" | Show! Music Core (MBC) | 23 mai 2015 |

## Classements

### Autres chansons classées
| Chanson    | Position au Gaon Chart |
| ---------- | ---------------------- |
| "27"       | 41                     |
| "Alive"    | 26                     |
| "Daydream" | 25                     |
| "Answer"   | 29                     |

## Historique de sortie
| Région               | Format                       | Date        | Label                                                             |
| -------------------- | ---------------------------- | ----------- | ----------------------------------------------------------------- |
| Corée du Sud         | CD, téléchargement numérique | 11 mai 2015 | S. M. Culture & Contents Woollim Entertainment LOEN Entertainment |
| Dans le monde entier | Téléchargement numérique     | 11 mai 2015 | S. M. Culture & Contents Woollim Entertainment LOEN Entertainment |